# ماديسون (فلوريدا)
ماديسون (بالإنجليزية: Madison)‏ هي مدينة أمريكية تقع في ولاية فلوريدا. تبلغ مساحة هذه المدينة 6.7 (كم²)،ويبلغ عدد سكانها 3061 نسمة حسب إحصاء سنة 2010 م 3061.تشير إحصاءات سنة 2000م بأن الكثافة السكانية في هذه المدينة تقدر بـ(456.9) نسمة/كم2 

## أعلام
- سكوت فيليبس
- سكوت كيلي
- جيسي سولومون
- كولن كيلي
- جيمس دبليو. غرانت